# 国井庫

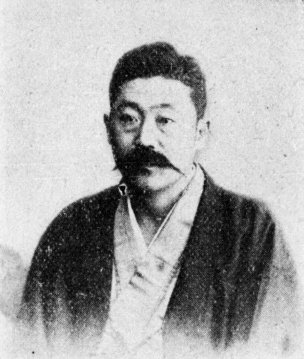
国井庫

国井 庫（くにい くら、文久3年7月16日（1863年8月29日） - 大正8年（1919年）5月27日）は、衆議院議員（憲政本党→立憲国民党）、弁護士。

## 経歴
出羽国村山郡上山町（現上山市）出身。1874年（明治7年）に上山町小学校を卒業し、1878年（明治11年）まで私塾で漢学を学んだ。1879年（明治12年）から1884年（明治17年）まで小学校の教員を務めた。1885年（明治18年）に明治法律学校（現在の明治大学）に入学し、卒業後に代言人の資格を得た。1894年（明治27年）より1902年（明治35年）まで山形新聞社の社長を務めた。
1902年の第7回衆議院議員総選挙に出馬し、当選。4回連続当選を果たした。